# Mathematical Reviews
Mathematical Reviews là một tập san toán học và ấn bản cơ sở dữ liệu trực tuyến phát hành bởi Hội Toán học Hoa Kỳ (AMS) chứa những bài viết tóm tắt (và thường là đánh giá) về các bài báo trong các chủ đề toán học, thống kê và khoa học máy tính lý thuyết.